# Holovanivsk
Holovanivsk (en ukrainien : Голованівськ) ou Golovanevsk (en russe : Голованевск) est une commune urbaine de l'oblast de Kirovohrad, en Ukraine, et le centre administratif du raïon de Holovanivsk. Sa population s'élevait à 5 759 habitants en 2021.

## Histoire
Durant l'Empire russe, le village faisait partie du Gouvernement de Podolie dans l'ouïezd de Balta.

## Population
Recensements (*) ou estimations de la population :
| 1923* | 1926* | 1939* | 1959* | 1970* | 1979* | 1989* | 2001* |
| ----- | ----- | ----- | ----- | ----- | ----- | ----- | ----- |
| 3 800 | 4 138 | 6 580 | 6 660 | 6 829 | 7 045 | 7 066 | 6 768 |

| 2010  | 2011  | 2012  | 2013  | 2014  | 2015  | 2019  | 2020  |
| ----- | ----- | ----- | ----- | ----- | ----- | ----- | ----- |
| 6 209 | 6 150 | 6 128 | 6 133 | 6 093 | 6 016 | 5 857 | 5 811 |

| 2021  | - | - | - | - | - | - | - |
| ----- | - | - | - | - | - | - | - |
| 5 759 | - | - | - | - | - | - | - |